# Андерс, Чарли Джейн
Чарли Джейн Андерс (англ. Charlie Jane Anders, род. 24 июля 1969 года) — американская писательница, блогер и редактор. Она выиграла премию Emperor Norton в 2009 году, а одна из её работ, «Six Months, Three Days», получила премию «Хьюго» в 2012 году в категории «лучшая короткая повесть» и номинировалась на премии Теодора Старджона и «Небьюла». Её роман «Все птицы в небе» (англ. All the Birds in the Sky) получил премию «Небьюла» как лучший роман 2016 года.

## Профессиональная деятельность
Научно-фантастические рассказы Андерс публиковались в электронных изданиях Tor.com, Strange Horizons и Flurb. Другие, не фантастические произведения, были опубликованы в McSweeney’s и Zyzzyva. Её журналистика появлялась в Salon.com, The Wall Street Journal, Publishers Weekly, San Francisco Bay Guardian, Mother Jones Magazine, The San Francisco Chronicle и New York Press. Её рассказы и эссе издавались в антологиях «Sex For America: Politically Inspired Erotica», «The McSweeney’s Joke Book of Book Jokes» и «That’s Revolting: Queer Strategies for Resisting Assimilation».
Она также является редактором научно-фантастического блога io9 вместе с Аннали Ньюиц.
В 2013 году появилась информация, что NBC готовит телеадаптацию рассказа Андерс «Six Months, Three Days» на основе сценария, написанного Эриком Гарсия.
В 2014 издательством Tor Books было анонсировано приобретение двух романов Андерс, первый из которых, «All the Birds in the Sky», был опубликован в январе 2016 года.

## Личная жизнь
Андерс родилась в Новой Англии и в детстве пела в хоре. Себя она определяет как гендерквир и трансгендерная женщина. В 2007 году она привлекла внимание к политике организации бисексуальных женщин из Сан-Франциско под названием «The Chasing Amy Social Club», которая препятствовала членству в организации трансгендерным женщинам, не прошедшим хирургическую коррекцию пола, что, по мнению Андерс, является дискриминацией.
Начиная с 2000 она является партнёром писательницы Аннали Ньюиц, вместе они основали журнал Other Magazine, который издавали с 2002 по 2007 год.